# Каюпова, Нина Амировна
Нина Амировна Каюпова (1 мая 1936, Зайсан, Восточно-Казахстанская область, Казахская ССР, СССР — 15 июля 2025) — казахстанский врач акушер-гинеколог, общественный деятель. доктор медицинских наук (1988), профессор (1989). академик Академии профилактической медицины РК (с 1995). заслуженный деятель Казахстана (2004). Лауреат Президентской премии мира и духовного согласия (1996).

## Биография
- Нина Каюпова родилась 1 мая 1936 года в городе Зайсан, Восточно-Казахстанская область, Казахская ССР, СССР.
- Отец — Молдагалиев Амир (1902—1976), работал в советско-партийных органах.
- Мать — Молдагалиева Бигайша (1914—1972), была домохозяйкой.
- Окончила Алма-Атинский государственный медицинский институт (1959, специальность — врач-лечебник); аспирантуру Алма-Атинского государственного медицинского института (1965, кафедра акушерства и гинекологии лечебного факультета[2]).

## Трудовая деятельность
- С 1959 года — акушер-гинеколог роддома № 1 г. Алма-Ата.
- С 1962 года — аспирантка Алма-Атинского государственного медицинского института.
- С 1965 года — младший научный сотрудник, старший научный сотрудник НИИ охраны материнства и детства.
- С 1971 года — ассистент, доцент кафедры Алма-Атинского государственного медицинского института.
- С 1976 года — главный акушер-гинеколог Министерства здравоохранения КазССР.
- С 1981 года — заместитель директора, с 1983 года — директор НИИ акушерства и гинекологии Министерства здравоохранения КазССР.
- С 1991 года — директор Республиканского научно-исследовательского центра охраны здоровья матери и ребенка.
- С 2003 года по настоящее время — главный научный сотрудник Республиканского научно-исследовательского центра охраны здоровья матери и ребенка — главный редактор журнала «Акушерство, гинекология и перинатология».

## Выборные должности, депутатство
- Депутат Верховного Совета РК 12-го созыва.
- С октября 1999 по 2003 годы — депутат Сената Парламента РК, член Комитета по вопросам регионального развития и местному самоуправлению, член Комитета по социально-культурному развитию.

## Прочие должности
- Председатель Казахского республиканского совета женщин (1991—1995).
- Председатель Совета женщин Казахстана (с июня 1995 года).
- Председатель Совета по проблемам семьи, женщин и демографической политики при Президенте РК (1995—1998).
- Заместитель председателя Национальной комиссии по делам семьи и женщин при Президенте РК (1999—2005). Член совета Ассамблеи народов Казахстана.

## Учёное звание
- доктор медицинских наук (1988). Тема докторской диссертации: «Профилактика акушерских осложнений у беременных групп высокого риска».
- Профессор, академик Академии профилактической медицины РК (с 1995 года).

## Научные, литературные труды
- Автор монографий «Национальная политика охраны репродуктивного здоровья женщин в Казахстане» (1996), «Беременные группы высокого риска» (1996), «Аборт и планирование семьи» (1997), «Основы перинатальной биохимии», более 200 статей.

## Научная деятельность
- Нина Амировна 15 лет преподавала на кафедре акушерства и гинекологии Алматинского государственного медицинского института. Подготовила 23 доктора и 38 кандидата медицинских наук. Автор 19 монографий, более 400 научных статей. Председатель Совета по проблемам семьи и женщин и демографической политики при Президенте Республики Казахстан. Более 20 лет возглавляет ОО «Республиканский совет женщин».
- Участвовала в комиссии по положению женщин ООН, достойно представив Казахстан в 35 странах мира.

## Награды
- 1994 — Орден Парасат[2]
- 1996 — Лауреат Президентской премии мира и духовного согласия
- 2004 — Присвоено почетное звание «Заслуженный деятель Казахстана»[3]
- 2005 — Лауреат независимой премии «Платиновый Тарлан» «За Вклад»
- 2011 — лауреат национальной премии «Алтын адам» в номинации «Врач 2011 года»
- 2013 — Лауреат премии «Общественное признание 2013» в номинации «Национальное признание»
- 2016 — Орден Достык 2 степени РК[4]
- Почётным нагрудным знаком «Отличник здравоохранения Республики Казахстан»
- Почётное звание «Почётный работник образования Республики Казахстан»
- Нагрудный знак «За вклад в развитие здравоохранения»
- Звание «Почётный гражданин Алматы» (18 сентября 2020 года)[5]